# ماكي موراكي
ماكي موراكي (Muraki Maki 村木 真紀، مواليد 1974) هو ناشط ياباني في مجال حقوق المثليين. وهي رئيسة منظمة Nijiiro ("Rainbow") Diversity اليابانية ومقرها أوساكا. من خلال المحاضرات والظهور في وسائل الإعلام، هي مناصرة للسياسات الصديقة للمثليين في البيئات المكتبية في الشركات والمجتمع الياباني.

## المهنة
موراكي هي مثلية الجنس بشكل علني،  خريجة جامعة كيوتو.
تؤكد موراكي أن موظفي مجتمع الميم في اليابان قد يشعرون بعدم الراحة تجاه بيئتهم مما قد يضغط عليهم لتغيير وظائفهم أو يعانون من الاكتئاب والتعب. وهي تدعو إلى المزيد من سياسات المكتب الصديقة للمثليين ومزدوجي الميل الجنسي ومغايري الهوية الجنسانية، مثل تقييد البيانات المناهضة للمثليين ومزدوجي الميل الجنسي ومغايري الهوية الجنسانية والخطوط الساخنة لتقديم الدعم لموظفي مجتمع الميم.  كما شجعت اليابان على تبني قوانين مناهضة للتمييز، وتحسين تمثيل المثليين في وسائل الإعلام،  والسماح للمثليين بالزواج. 
اليوم، تقدم عروضاً للشركات والمكاتب الحكومية حول المعاملة المتساوية للمثليين والمثليات في بيئات العمل.   وهي مؤلفة كتاب "LGBT Workplace Handbook" و «مقدمة إلى مجتمع الميم في مكان العمل».  حصلت منظمتها، Nijiiro Diversity ، على منحة غوغل Impact Challenge في عام 2015.

## روابط خارجية
- موقع تنوع نيجيرو (ياباني)
- مدونة ماكي موراكي هافينغتون بوست نسخة محفوظة 24 سبتمبر 2016 على موقع واي باك مشين. (باليابانية)